# Leyes sobre armas en Nueva Zelanda
La leyes sobre armas en Nueva Zelanda están reguladas por la 
Ley de armas de 1983 así como  múltiples enmiendas, incluidas las que se aprobaron después de la masacre de Aramoana de 1990 y de los atentados de Christchurch de 2019, así como de la Masacre de Port Arthur ocurrida en Australia en 1996.
Cerca de 300 000 personas con licencia de armas poseen y utilizan alrededor de 1.5 millones de armas en Nueva Zelanda. Como sucede en Australia, pero a diferencia de Estados Unidos y Canadá, las leyes sobre armas suelen tener el consenso de los dos partidos políticos mayoritarios, laborista y nacional, antes ser aprobadas. Las armas son actualmente tema de debate político, especialmente los modelos militares y semiautomáticos.
Las licencias de armas en Nueva Zelanda son emitidas según juicio de la policía, si consideran que la persona es adecuada y no tiene antecedentes penales, psiquiátricos o problemas con drogas, además de contar con un lugar apropiado para almacenar las armas. Existen varias categorías de licencias: la inferior restringe el acceso exclusivamente a rifles semiautomáticos y escopetas de capacidad limitada, mientras que los niveles más altos de permiso, que raramente se conceden a civiles, permiten la tenencia de armas completamente automáticas y revólveres.
En marzo de 2010, la petición de la policía neozelandesa para reclasificar ciertos tipos de permisos de posesión de armas de fuego semiautomáticas y otras de estilo militar por parte de civiles fue revocada por la Corte Suprema de Nueva Zelanda como resultado de un recurso legal antepuesto por Richard Lincoln, presidente de la Asociación Nacional de Tiradores de Nueva Zelanda (NSA).

## Leyes actuales sobre armas de fuego
Las leyes sobre armas en Nueva Zelanda se focalizan, principalmente, en investigar a los poseedores de armas de fuego, en vez de registrar las propias armas o prohibir ciertos tipos. La legislación sobre armas de fuego está recogida en el Arms Act y las regulaciones asociadas, aunque también se rige por políticas más restrictivas aplicadas por el gobierno y la policía. Alrededor de 250 000 personas en Nueva Zelanda poseen una licencia de armas de fuego, aunque uno de cada diez no posee un arma.